# Manoir de Vaumorin
Le manoir de Vaumorin est un manoir situé à Chançay (Indre-et-Loire) et inscrit aux monuments historiques le 6 mars 1980.